# Mark Berger (judoka)
Mark Berger (Chernivtsi, URSS, 3 de enero de 1954) es un deportista canadiense que compitió en judo.
Participó en los Juegos Olímpicos de Los Ángeles 1984, obteniendo una medalla de bronce en la categoría de +95 kg. En los Juegos Panamericanos de 1983 consiguió una medalla de oro.
Ganó una medalla de bronce en el Campeonato Panamericano de Judo de 1985.

## Palmarés internacional
| Juegos Olímpicos        | Juegos Olímpicos             | Juegos Olímpicos  | Juegos Olímpicos |
| Año                     | Lugar                        | Medalla           | Categoría        |
| ----------------------- | ---------------------------- | ----------------- | ---------------- |
| 1984                    | Los Ángeles (Estados Unidos) | Medalla de bronce | +95 kg           |
| Juegos Panamericanos    |                              |                   |                  |
| Año                     | Lugar                        | Medalla           | Categoría        |
| 1983                    | Caracas (Venezuela)          | Medalla de oro    | +95 kg           |
| Campeonato Panamericano |                              |                   |                  |
| Año                     | Lugar                        | Medalla           | Categoría        |
| 1985                    | La Habana (Cuba)             | Medalla de bronce | +95 kg           |